# Rosse reuzennachtzwaluw
De rosse reuzennachtzwaluw (Phyllaemulor bracteatus) is een vogel uit de familie Nyctibiidae (reuzennachtzwaluwen).

## Verspreiding en leefgebied
Deze soort komt voor van oostelijk Ecuador en oostelijk Peru tot noordelijk Brazilië en Guyana.

## Externe link

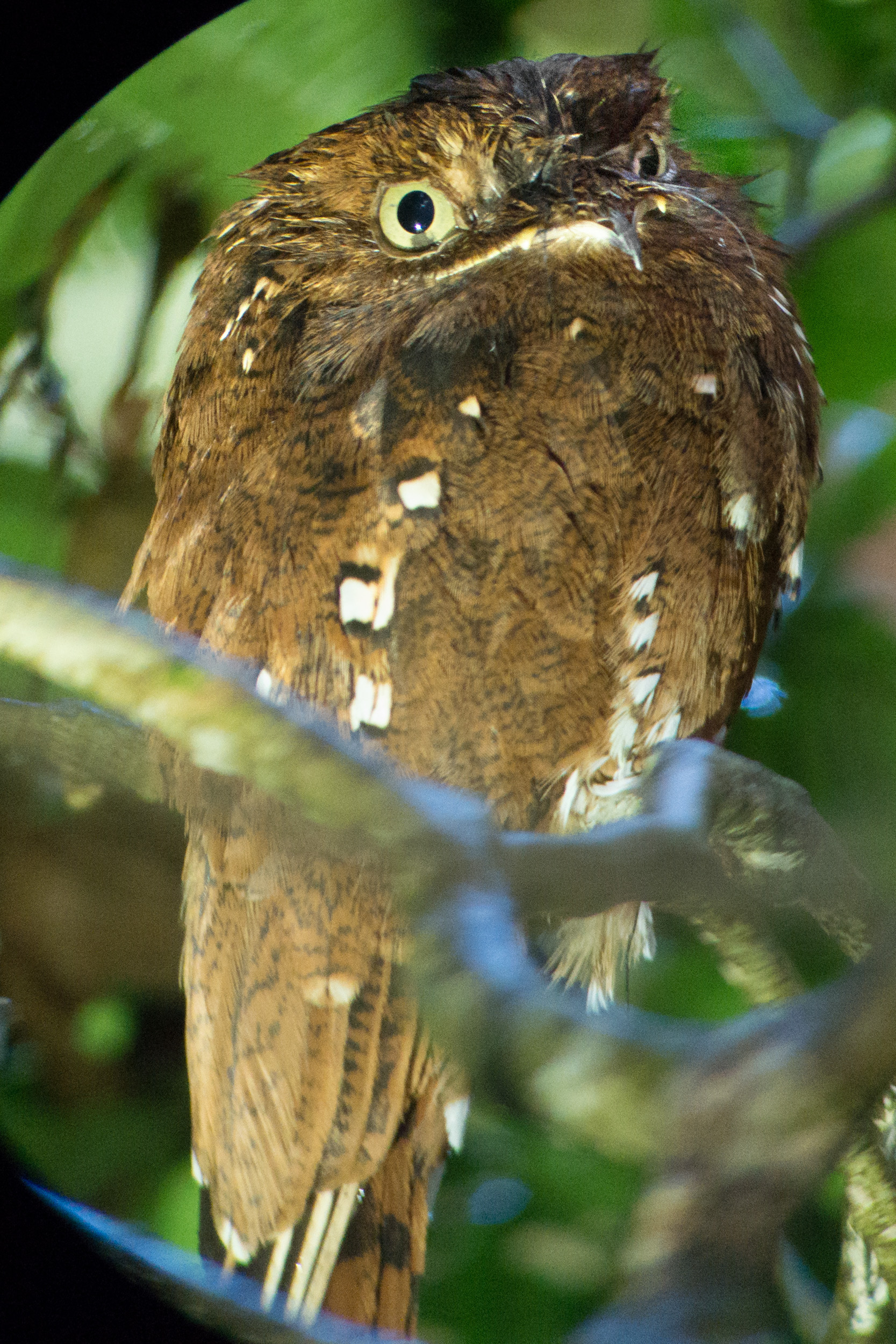